# Меринг (Мозел)
Меринг (њем. Mehring) општина је у њемачкој савезној држави Рајна-Палатинат. Једно је од 103 општинска средишта округа Трир-Сарбург. Према процјени из 2010. у општини је живјело 2.222 становника. Посједује регионалну шифру (AGS) 7235083.

## Географски и демографски подаци
Меринг се налази у савезној држави Рајна-Палатинат у округу Трир-Сарбург. Општина се налази на надморској висини од 130 метара. Површина општине износи 22,4 km². У самом мјесту је, према процјени из 2010. године, живјело 2.222 становника. Просјечна густина становништва износи 99 становника/km².

## Међународна сарадња
| Мјесто     | Држава    | Врста сарадње | Од    |
| ---------- | --------- | ------------- | ----- |
| Олдегеркоп | Холандија | пријатељство  | 1966. |
| Линтер     | Белгија   | партнерство   | 1991. |
| Извор      |           |               |       |